# Radical 67
El radical 67, representado por el carácter Han 文, es uno de los 214 radicales del diccionario de Kangxi. En mandarín estándar es llamado 文部, (wén bù «radical “escrito”»); en japonés es llamado 文部, ぶんぶ (bunbu), y en coreano 문 (mun). Este radical es llamado «radical “literatura”» en los textos occidentales, además de «radical “escrito”».
El radical «escrito» puede aparecer en diversas posiciones de los caracteres: en la parte superior (斋), en la parte inferior (斐) o en el lado izquierdo (斌).

## Nombres populares
- Mandarín estándar: 文, wén, «escrito» o «texto».
- Coreano: 글월문부, geulwol mun bu «radical mun-enunciado».
- Japonés: 文（ぶん）, bun, «texto».
- En occidente: radical «escrito», radical «literatura».

## Galería
| Estilos antiguos                                 | Estilos antiguos                  | Estilos antiguos                        | Estilos antiguos                   | Estilos antiguos                   | Estilos empleados actualmente       | Estilos empleados actualmente  | Estilos empleados actualmente    | Estilos empleados actualmente   | Estilos empleados actualmente  |
|                                                  |                                   |                                         |                                    |                                    |                                     | 文                             | 文                               |                                 |                                |
| 甲骨文 jiǎgǔwén (escritura de huesos oraculares) | 金文 jīnwén (escritura de bronce) | 简帛 jiǎnbó (escritura de bambú y seda) | 篆文 zhuànwén (escritura de sello) | 篆文 zhuànwén (escritura de sello) | 隸書 lìshū (estilo de los escribas) | 楷書 kǎishū (estilo regular)   | 楷書 kǎishū (estilo regular)     | 行書 xǐngshū (estilo corriente) | 草書 cǎoshū (estilo de hierba) |
| 甲骨文 jiǎgǔwén (escritura de huesos oraculares) | 金文 jīnwén (escritura de bronce) | 简帛 jiǎnbó (escritura de bambú y seda) | 大篆 dàzhuàn (sello grande)        | 小篆 xiǎozhuàn (sello pequeño)     | 隸書 lìshū (estilo de los escribas) | 繁體／繁体 fántǐ (tradicional) | 简体／簡體 jiǎntǐ (simplificado) | 行書 xǐngshū (estilo corriente) | 草書 cǎoshū (estilo de hierba) |

## Caracteres con el radical 67
| trazos | carácter |
| ------ | -------- |
| + 0    | 文       |
| + 6    | 斊 斋    |
| + 7    | 斍 斏    |
| + 8    | 斌 斐 斑 |
| + 9    | 斒       |
| + 12   | 斓       |
| + 15   | 斔       |
| + 17   | 斕       |
| + 19   | 斖       |